# IC 2473
IC 2473 — галактика типу SBbc (компактна витягнута галактика) у сузір'ї Лев.
Цей об'єкт міститься в оригінальній редакції індексного каталогу.